# Александар Боричић
Александар Боричић (Београд, 26. мај 1948) је бивши југословенски и српски одбојкаш и репрезентативац и некадашњи дугогодишњи председник Одбојкашког савеза Србије. У октобру 2015, изабран је за председника Европске одбојкашке федерације а у октобру 2020. поновно је изабран за председника, са мандатом до 2024. године.

## Биографија
Одбојку је почео да игра у Црвеној звезди 1962. са којом је освојио Првенство Југославије и три Купа. Био је члан одбојкашке репрезентације Југославије на Европском првенству у Београду 1975. када је мушка репрезентација освојила бронзану медаљу, прву медаљу на Европским првенствима за нашу мушку одбојку. За репрезентацију је одиграо укупно 103 меча.
Након завршетка играчке каријере бавио се тренерским послом, тренирао је одбојкашице Црвене звезде. Са овим тимом освојио је четири Првенства Југославије, три Купа и бронзу у Европском купу 1982.
Председник Одбојкашког савеза постао је 1992. године и на тој функцији се налази све до данас. У том раздобљу наше репрезентације су оствариле највеће успехе, као што је златна олимпијска медаља мушке селекције и златне медаље на Европском првенству за обе селекције.
Један је од оснивача и зачетника идеје Балканске одбојкашке федерације. Због великог угледа и поштовања у одбојкашком свету, именован је за потпредседника Европске и Светске одбојкашке федерације. Носилац је великог боја признања, а 2012 је постао почасни професор спорта на Факултету спорта и физичког васпитања Универзитета у Београду.
Септембра 2022. у холандском граду Арнему добио је највише признање Светске одбојкашке федерације (ФИВБ), „Велики крст”.